# اولین بار که چهره‌ات را دیدم
«اولین بار که چهره‌ات را دیدم» (به انگلیسی: The First Time Ever I Saw Your Face) ترانه‌ای از ایوان مک‌کال، هنرمند اهل ایالات متحده آمریکا است که سال ۱۹۵۷ آن را برای خوانندگی پگی سیگر که بعدها همسرش شد، ساخت. بازخوانی روبرتا فلک از این ترانه در سال ۱۹۷۲ سخت مشهور شد و دو جایزه گرمی ضبط سال و ترانهٔ سال را برای خواننده به ارمغان آورد.